# Jaime VI da Escócia e I de Inglaterra
Jaime VI & I (Edimburgo, 19 de junho de 1566 – Cheshunt, 27 de março de 1625) foi o Rei da Escócia como Jaime VI e Rei da Inglaterra e Irlanda pela União das Coroas como Jaime I. Ele reinou na Escócia desde 1567 e na Inglaterra a partir de 1603 até sua morte. Os dois reinos eram estados soberanos individuais, cada um com seu próprio parlamento, sistema judiciário e leis, governados por Jaime em união pessoal.
Ele sucedeu ao trono escocês com apenas treze meses, logo após sua mãe Maria da Escócia ter sido forçada a abdicar em seu favor. Quatro regentes governaram o país durante sua menoridade, que encerrou-se oficialmente em 1578, apesar dele apenas ter assumido total controle de seu governo em 1583. Em 1603, ele sucedeu a Isabel I de Inglaterra como o monarca da Inglaterra e Irlanda, reinando nos três países por mais 22 anos até sua morte, em 1625, aos 58 anos, no período conhecido como Era jacobita, em sua homenagem. Após a União das Coroas, ele passou a viver na Inglaterra, voltando para a Escócia apenas em 1617 e se intitulando "Rei da Grã-Bretanha e Irlanda". Jaime foi um grande defensor de um parlamento único para a Inglaterra e Escócia. Durante seu reinado, começaram o Plantation de Ulster e a colonização britânica da América.
Com 57 anos e 246 dias, seu reinado na Escócia foi o mais longo da história. Ele realizou a maioria de seus objetivos em seu país natal, porém enfrentou grandes dificuldades na Inglaterra, incluindo a conspiração da pólvora e vários conflitos com o parlamento inglês. A "Era de Ouro" da literatura e dramaturgia do Período Elisabetano continuou sob Jaime, com escritores como William Shakespeare, John Donne, Ben Jonson e Francis Bacon contribuindo para uma cultura literária florescente. O próprio Jaime era um acadêmico talentoso, tendo escrito obras como Daemonologie, The True Law of Free Monarchies e Basilikon Doron. Ele patrocinou a tradução da Bíblia que foi nomeada em sua homenagem: a Bíblia do Rei Jaime. Anthony Weldon afirmou que Jaime tinha sido denominado "o tolo mais sábio da cristandade", um epíteto que desde então é associado ao monarca. Porém, desde o século XX, os historiadores revisaram a reputação de Jaime e o trataram como um rei sério e ponderado.

## Infância

### Nascimento

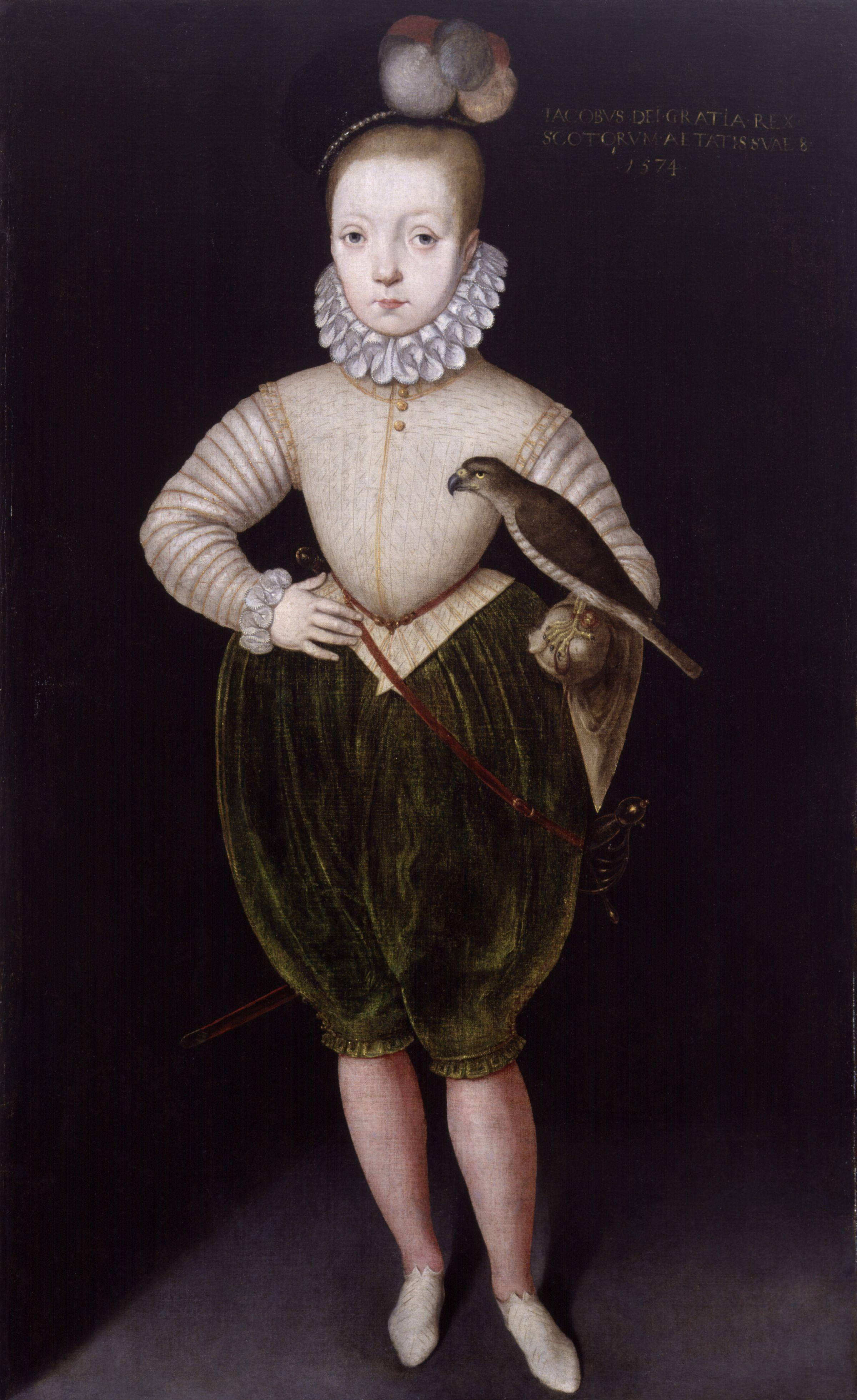
Jaime em 1574

Jaime foi o único filho de Maria da Escócia e seu segundo marido Henrique Stuart, Lorde Darnley. Era bisneto de Henrique VII de Inglaterra através de Margarida Tudor, irmã mais velha de Henrique VIII. O reinado de Maria foi inseguro para ela e seu marido, ambos católico-romanos, enfrentando uma rebelião de nobres protestantes. Durante o complicado casamento, Henrique aliou-se secretamente aos rebeldes e conspirou para matar David Rizzio, secretário da rainha, três meses antes do nascimento de Jaime.
Jaime nasceu no dia 19 de junho de 1566 no Castelo de Edimburgo; como filho mais velho e herdeiro, ele automaticamente recebeu os títulos de Duque de Rothesay e Príncipe da Escócia. Foi batizado Jaime Carlos em 17 de dezembro durante uma cerimônia católica realizada no Castelo de Stirling. Seus padrinhos foram Carlos IX de França (representado por João, Conde de Brienne), Isabel I de Inglaterra (representada por Francisco Russell, 2.º Conde de Bedford) e Emanuel Felisberto de Saboia (representado pelo embaixador Filipe du Croc). Maria não permitiu que John Hamilton, Arcebispo de St Andrews, cuspisse na boca da criança, como era costume. O entretenimento, criado pelo francês Bastian Pagez, ofendeu os convidados ingleses, mostrando-os como sátiros com rabos.
Henrique foi assassinado em 10 de fevereiro de 1567 durante uma explosão em Edimburgo, talvez vingança por Rizzio. Jaime assim herdou os títulos de Duque de Albany e Conde de Ross. Maria era impopular e seu casamento em maio com Jaime Hepburn, 4.º Conde de Bothwell, suspeito de assassinar Henrique, aumentou a insatisfação. Em junho de 1567, os rebeldes protestantes prenderam-na no Castelo de Lochleven; ela nunca mais viu o filho. Foi forçada a abdicar em 24 de julho de 1567 em favor de Jaime e nomear seu meio-irmão Jaime Stewart, 1.º Conde de Moray, como regente.

### Regências
Jaime foi colocado aos cuidados do Conde e da Condessa de Mar, "para ser conservado, amamentado e criado" na segurança do Castelo de Stirling. Foi coroado Rei da Escócia com treze meses de idade por Adam Bothwell, Bispo de Orkney, na Igreja do Holy Rude em 29 de julho de 1567. O sermão de coroação foi pregado por John Knox. De acordo com as crenças religiosas da maior parte da classe dominante escocesa, Jaime foi criado como membro da protestante Igreja da Escócia. O Conselho Privado selecionou George Buchanan, Peter Young, Adam Erskine e David Erskine como preceptores ou tutores do jovem rei. Como tutor sênior de Jaime, Buchanan sujeitou o menino a agressões regulares, mas também colocou nele uma enorme paixão pela literatura e aprendizado. Buchanan tentou transformar Jaime em um rei protestante e temente a Deus, alguém que aceitava as limitações da monarquia.
Em 1568, Maria fugiu de sua prisão, levando a vários anos de violência esporádica. O Conde de Moray derrotou as tropas da antiga rainha na Batalha de Langside, forçando Maria a fugir para a Inglaterra, onde acabou sendo presa por Isabel. Em 23 de janeiro de 1570, Moray foi assassinado por James Hamilton. O próximo regente de Jaime foi seu avô paterno, Mateus Stewart, 4.º Conde de Lennox, que um ano depois foi fatalmente ferido na entrada do Castelo de Stirling por apoiadores de Maria. Seu sucessor, o Conde de Mar, "pegou uma doença veemente" e morreu no dia 28 de outubro de 1572. A doença de Mar ocorreu após um banquete no Palácio de Dalkeith, oferecido por Jaime Douglas, 4.º Conde de Morton.
Morton, que assumiu o cargo de Mar, mostrou-se de diversas maneiras o mais eficiente dos regentes de Jaime, porém fez inimigos por sua capacidade. Ele caiu em desgraça quando o francês Esmé Stewart, Lorde de Aubigny, primo do pai de Jaime e futuro Conde de Lennox, chegou na Escócia e rapidamente se estabeleceu como o primeiro favorito do rei. Jaime foi proclamado governante adulto em uma cerimônia de Entrada em Edimburgo em 19 de outubro de 1579. Morton foi executado em 2 de junho de 1581, tardiamente acusado de envolvimento no assassinado de Lorde Darnley. Em 8 de agosto, Jaime fez de Lennox o único duque na Escócia. Então com quinze anos, o rei permaneceria sob a influência de Lennox por mais um ano.

## Reinado na Escócia

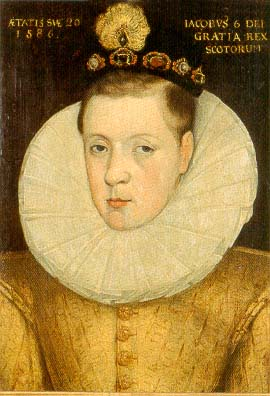
Jaime em 1586

Os calvinistas escoceses não confiavam em Lennox, mesmo ele sendo um protestante convertido, por perceberem demonstrações físicas de afeição entre ele e o rei, alegando que Lennox "tentou levar o rei para a concupiscência carnal". Em agosto de 1582, naquilo que ficou conhecido como o Assalto de Ruthven, os condes protestantes de Gowrie e Angus atraíram Jaime para o Castelo de Ruthven e o aprisionaram, forçando Lennox a fugir da Escócia. Jaime assumiu um controle cada vez maior do reino após sua libertação em junho de 1583. Ele forçou a aprovação dos Atos Negros para afirmar a autoridade real sobre a Igreja da Escócia e denunciou as escritas de Buchanan. Entre 1584 e 1603, Jaime estabeleceu um efetivo governo real e uma paz relativa entre os lordes; foi auxiliado habilmente por John Maitland, que liderou o governo até 1592. Uma comissão composta por oito homens, os Octavianos, trouxe certo controle à péssima situação das finanças escocesas em 1596, porém teve oposição de interesses escusos. Ela foi dissolvida depois que um tumulto em Edimburgo, iniciado por anti-católicos, ter forçado a corte a se estabelecer em Linlithgow temporariamente. Um último atentado contra a pessoa do rei ocorreu em agosto de 1600, quando Jaime foi aparentemente atacado por Alexander Ruthven, irmão mais novo do Conde de Gowrie, na Casa Gowrie em Ruthven. Restaram poucas testemunhas oculares já que Ruthven era administrada por John Ramsay, pajem de Jaime, e o conde foi morto na desordem. Dado a história dos Ruthven e que eles deviam muito dinheiro ao rei, o relato de Jaime sobre o ocorrido não foi universalmente aceito.
Em 1586, Jaime assinou o Tratado de Berwick com a Inglaterra. Isso, aliado a execução da sua mãe no ano seguinte, que ele achou um "procedimento absurdo e estranho", ajudou a abrir o caminho para sua sucessão no outro país. A rainha Isabel I não era casada e também não tinha filhos, assim Jaime era seu provável sucessor. Assegurar sua ascensão na Inglaterra tornou-se um dos pontos principais de sua política. Durante a crise da Invencível Armada em 1588, ele garantiu a Isabel seu apoio como "seu filho natural e compatriota de seu país".

### Casamento

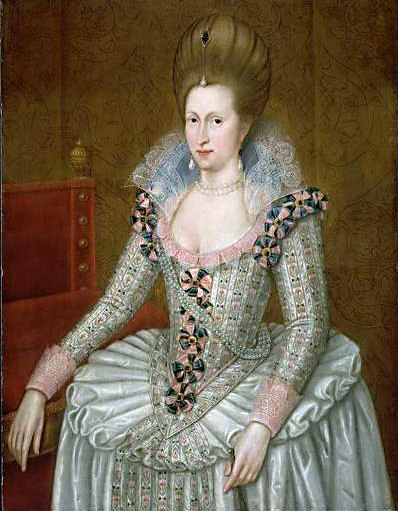
Ana da Dinamarca, c. 1605

Durante sua juventude, Jaime foi elogiado por sua castidade já que mostrava pouco interesse em mulheres. Após a perda de Lennox, ele continuou a preferir a companhia masculina. Entretanto, era necessário um casamento adequado para reforçar sua monarquia, assim a escolha de esposa caiu sobre Ana da Dinamarca, então com quatorze anos, filha do rei protestante Frederico II da Dinamarca. Pouco depois do casamento por procuração em Copenhague em agosto de 1589, Ana partiu para a Escócia porém foi forçada a parar na Noruega por causa de tempestades. Jaime, ao saber que a travessia havia sido interrompida, velejou para Leith com uma comitiva de trezentas pessoas para buscar Ana pessoalmente, naquilo que o historiador David Harris Willson chama de "o único episódio romântico de sua vida". Os dois se casaram formalmente no Palácio do Bispo em Oslo no dia 23 de novembro e retornaram para a Escócia em 1 de maio de 1590, após paradas em Helsingør e Copenhague e um encontro com Tycho Brahe. De acordo com todos os relatos, Jaime inicialmente estava encantado por Ana e nos primeiros anos de seu casamento sempre demonstrava paciência e afeição. O casal teve sete filhos que sobreviveram ao nascimento, três dos quais chegaram a idade adulta.

### Caça às bruxas
A visita de Jaime a Dinamarca, um país familiar com caça às bruxas, pode tê-lo encorajado a estudar bruxaria, que o próprio considerava parte da teologia. Depois de voltar para a Escócia, o rei compareceu aos julgamentos das bruxas de North Berwick, a primeira grande caça às bruxas no país sob o Ato de Bruxaria de 1563. Várias pessoas, mais notavelmente Agnes Sampson, foram condenadas de usar bruxaria para enviar tempestades contra o navio de Jaime. O rei ficou obcecado pela ameaça que as bruxas representavam e, inspirado por seu próprio envolvimento, escreveu Daemonologie em 1597, um tratado que se opunha à prática de bruxaria e que serviu de base para Macbeth de William Shakespeare. Jaime supervisionou pessoalmente a tortura de mulheres acusadas de serem bruxas. Depois de 1599, ele ficou mais cético. Em uma carta escrita algum tempo depois ao seu filho Henrique, o rei parabeniza o príncipe pela "descoberta acolá de uma pequena bruxa falsa. Rezo a Deus que sejais meu herdeiro em tais descobertas ... a maioria dos milagres hoje em dia mostram-se ilusões, e tu podes ver por este como os juízes devem ser cautelosos em acusações de confiança".

### Terras Altas e Ilhas
A dissolução forçada do Senhorio das Ilhas por Jaime IV em 1483 levou a agitações na costa oeste. Apesar do rei ter subjugado o exército organizado das Hébridas, ele e seus sucessores não tinham a vontade ou a habilidade para prover formas alternativas de governo. Dessa forma, o século XVI ficou conhecido como linn nan creach ("o tempo de ataques"). Além disso, os efeitos da reforma religiosa estavam demorando a impactar a Gàidhealtachd, criando um calço religioso entre essa área e os centros de controle político no Cinturão Central. Em 1540, Jaime V viajou pelas Hébridas, forçando chefes de clãs a acompanhá-lo. Seguiu-se um período de paz, porém os clãs logo estavam em desacordo novamente. Durante o reinado de Jaime VI, foi completada a transformação da imagem das Hébridas como berço do cristianismo escocês para uma em que seus cidadãos eram considerados bárbaros sem leis. Documentos oficiais descrevem o povo da região como "sem o conhecimento e temor de Deus", que estavam propensos a "todos os tipos de crueldades bárbaras e bestiais". A língua gaélica escocesa, falada fluentemente por Jaime IV e provavelmente Jaime V, ficou conhecida na época de Jaime VI como "erse" (irlandês), implicando natureza era estrangeira. O parlamento concluiu que ela era a principal causa das deficiências das Terras Altas, tentando aboli-la.
Foi nessa situação que em 1598, Jaime VI autorizou os "Cavalheiros Aventureiros de Fife" para civilizar a "mais bárbara Ilha de Lewis". o rei escreveu que os colonizadores deveriam agir "não por acordo" com os habitantes locais, mas "por extirpação". A chegada deles em Stornoway foi um sucesso, porém os colonizadores foram expulsos por forças locais comandadas por Murdoch e Nel MacLeod. Uma nova tentativa foi feita em 1605 com o mesmo resultado, porém a terceira em 1607 obteve mais sucesso. Os Estatutos de Iona foram promulgados em 1609, fazendo com que chefes de clã enviassem seus herdeiros para serem educados em escolas protestantes e de língua inglesa nas Terras Baixas, apoiassem ministros protestantes nas paróquias das Terras Altas, banissem os bardos e regularmente se reportassem a Edimburgo para responder por suas ações. Assim começou um processo "especificamente destinado a extirpar a língua gaélica, a destruição de sua cultura tradicional e a supressão de seus portadores".
Nas Ilhas do Norte, Patrício Stewart, 2.º Conde de Orkney, resistiu aos Estatutos de Iona, acabando preso. Seu filho Roberto liderou uma rebelião mal sucedida contra Jaime, e tanto o conde quanto seu filho foram enforcados. Sua propriedades foram confiscadas e as ilhas de Órcades e Shetland anexadas.

### Teoria da monarquia
Jaime escreveu The True Law of Free Monarchies e Basilikon Doron entre 1597 e 1598, discutindo a base teológica da monarquia. No primeiro, afirma o direito divino, explicando que por razões bíblicas os reis são seres superiores a outros homens, apesar de "a maior bancada ser a mais escorregadia de se sentar". O texto propõe uma teoria absolutista para a monarquia, em que um rei pode impor novas leis pela prerrogativa real, porém também deve ter atenção para a tradição e a Deus, que "incitaria flagelos por agrado para a punição de reis perversos". Basilikon Doron, escrito como um livro de instruções para o príncipe Henrique Frederico, então com quatro anos, fornecem um guia prático para ser rei. O trabalho é considerado como muito bem escrito e o melhor exemplo da prosa de Jaime. Seu conselho sobre os parlamentos, que entendia apenas como a "corte chefe" do rei, prenuncia suas dificuldades com os comuns da Inglaterra: "Não realize Parlamentos", aconselha a Henrique, "porém pela necessidade de novas Leis, que seria mas que raramente". Em True Law, Jaime mantém que o rei possui seu reino como um senhor feudal possui seu feudo, pois reis surgiram "antes de quaisquer propriedades ou classificações de homens, antes de quaisquer parlamentos serem realizados, ou leis criadas, e por eles a terra era distribuída, que no início eram totalmente deles. E assim segue-se a necessidade de que reis sejam os autores e cumpridores da lei, e não as leis dos reis".

### Patrono literário
Nas décadas de 1580 e 1590, Jaime preocupou-se em promover a literatura na Escócia. Sua dissertação, Some Rules and Cautions to be Observed and Eschewed in Scottish Prosody, publicada em 1584 quando ele tinha dezoito anos, era tanto um manual poético quanto a descrição da tradição poética do escocês, sua língua nativa, aplicando princípios da Renascença. Também fez provisões estatuárias para reformar e promover o ensino da música, vendo os dois interligados.Jack, R.D.S. «Scottish Literature: '1600 and All That'». Association for Scottish Literary Studies. Consultado em 11 de setembro de 2013. Arquivado do original em 11 de fevereiro de 2012 Para a prossecução desses objetivos, foi patrono e chefe de um círculo de poetas e músicos jacobitas escoceses, a Banda de Castália, que incluía indivíduos como William Fowler e Alexander Montgomerie, posteriormente um dos favoritos do rei. Jaime, ele mesmo um poeta, ficava feliz em ser visto como um membro do grupo. No final da década de 1590, sua defesa da tradição escocesa ficou um pouco prejudicada pelo prospecto cada vez maior de herdar a coroa inglesa; alguns de seus poetas da corte passaram a anglicizar suas escritas, indo com ele para Londres depois de 1603. Seu papel característico como um participante ativo e patrono na corte escocesa fez dele uma importante figura na poesia e dramaturgia renascentista inglesa, que chegaria ao auge durante seu reinado. Entretanto, seu mecenato para a estilística de sua própria tradição escocesa, uma tradição que incluía seu predecessor Jaime I, ficou esquecida.

## Reinado na Inglaterra

### Ascensão

A União das Coroas foi simbolizada no emblema heráldico de Jaime, com a rosa de Tudor cortada na metade pelo cardo escocês e encimados pela coroa

Já que Isabel I era a última descendente de Henrique VIII, Jaime foi visto como o provável herdeiro do trono inglês através de sua bisavó Margarida Tudor, a irmã mais velha de Henrique. Começando em 1601, nos últimos anos da vida de Isabel, certos políticos ingleses, notavelmente o ministro-chefe sir Robert Cecil, corresponderam-se secretamente com Jaime a fim de preparar uma transição sem grandes problemas. Em março de 1603, com a rainha claramente morrendo, Cecil enviou a Jaime um rascunho de proclamação de sua ascensão ao trono inglês. Isabel morreu nas primeiras horas de 24 de março e Jaime foi proclamado rei em Londres no mesmo dia. Deixou Edimburgo em 5 de abril, prometendo retornar a cada três anos (uma promessa que não manteve), e progrediu lentamente para o sul. Lordes locais receberam-no com pródiga hospitalidade, e o rei ficou maravilhado pelas riquezas de sua nova terra e súditos. Jaime afirmou estar "trocando um sofá de pedra por uma profunda cama de penas". Na casa de Cecil em Hertfordshire, Casa Theobalds, tamanha era sua admiração que ele comprou a propriedade no local, chegando na capital depois do funeral de Isabel. Seus novos súditos amontoavam-se para vê-lo, aliviados que a sucessão não desencadeara inquietações ou invasões. Ao entrar em Londres no dia 7 de abril, Jaime foi cercado por uma grande multidão.
Sua coroação ocorreu em 25 de julho, com alegorias elaboradas criadas por poetas dramáticos como Thomas Dekker e Ben Jonson. Apesar de um surto de peste ter restringido as festividades, "as ruas pareciam pavimentadas com homens", como escreveu Dekker, "barracas em vez de mercadorias ricas foram expostas com crianças, caixilhos abertos cheios de mulheres".
Porém, o novo reino de Jaime tinha seus problemas. Monopólios e taxas tinham gerado um sentimento generalizado de injustiça, e os custos de uma guerra na Irlanda tornaram-se um grande peso para o governo. Na época da sucessão, a Inglaterra devia uma quantia de 400 mil libras.

### Início

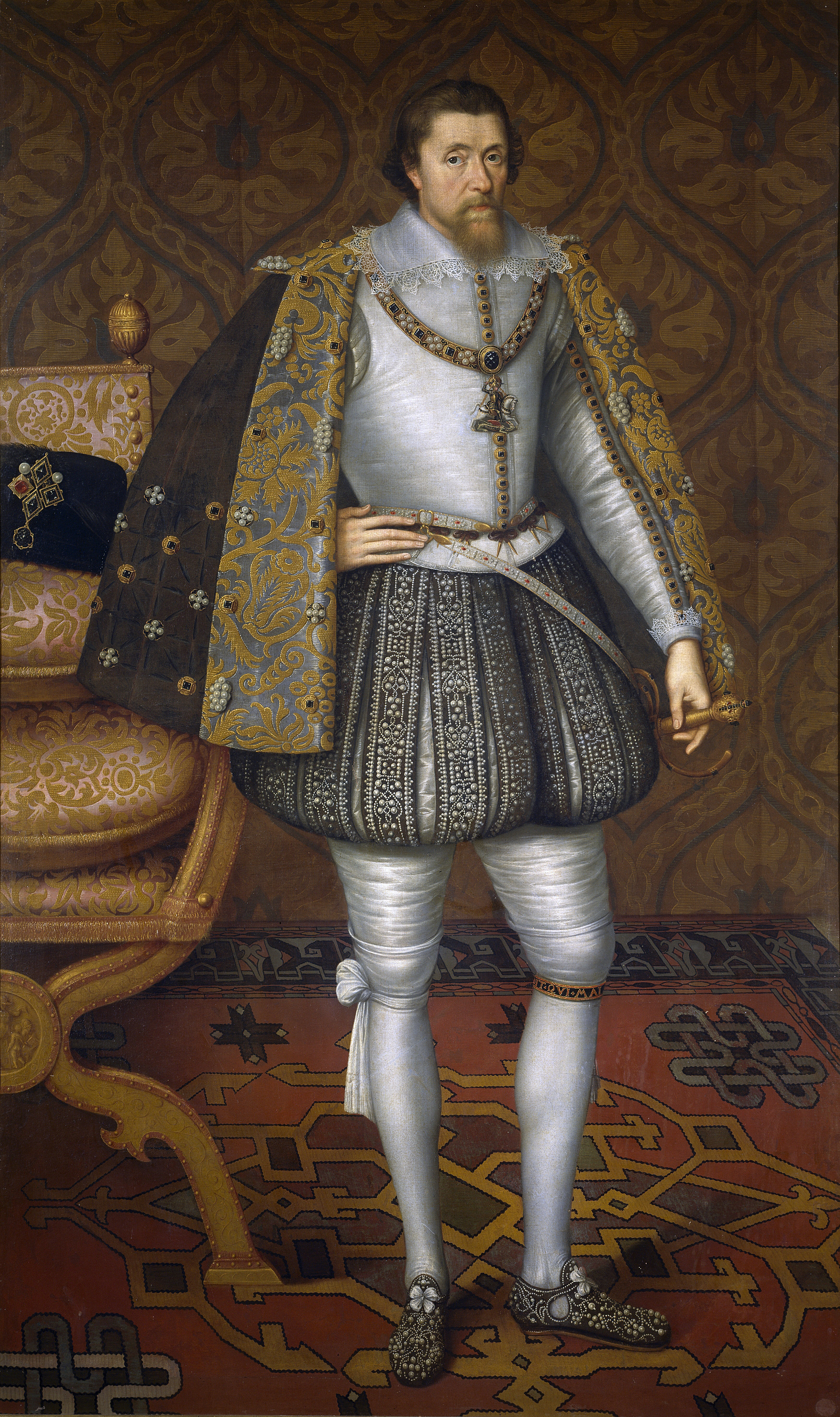
Jaime c. 1603–09

Apesar da transição ter ocorrido sem problemas e o povo tê-lo acolhido, Jaime sobreviveu a duas conspirações durante seu primeiro ano de reinado, a Conspiração Católica e a Conspiração Principal, que levou às prisões de indivíduos como Henry Brooke, 11.º Barão Cobham e sir Walter Raleigh. Aqueles que esperavam uma mudança no governo com Jaime ficaram decepcionados quando o rei manteve o Conselho Privado de Isabel, como havia secretamente planejado com Cecil, porém Jaime rapidamente adicionou seu apoiador Henry Howard, o sobrinho Thomas Howard e cinco nobres escoceses ao conselho. Nos primeiros anos de seu reinado, o dia a dia do governo era gerenciado por Robert Cecil junto com Thomas Egerton, quem Jaime posteriormente nomeou como Lorde Chanceler, e Thomas Sackville, que continuou como Lorde do Tesouro. Assim, o rei estava livre para se concentrar em questões maiores, como uma forma de criar uma união maior entre a Inglaterra e a Escócia e assuntos internacionais, além de aproveitar seus passatempos, como a caça.
Jaime queria construir a partir da união pessoal das coroas inglesa e escocesa e estabelecer um único país com um único monarca, parlamento e conjunto de leis, um plano que gerou oposição nos dois reinos. "Acaso Ele não nos fez tudo em uma ilha", disse o rei ao parlamento inglês, "rodeado de um mar e de si mesmo, por natureza indivisível?". Porém, em abril de 1604, os comuns recusaram por motivos legais seu pedido para ser chamado de "Rei da Grã-Bretanha". Em outubro do mesmo ano, ele assumiu o título por proclamação ao invés de por estatuto, apesar de sir Francis Bacon ter afirmado que ele não podia usá-lo em "qualquer procedimento legal, instrumento ou garantia".
Nos assuntos internacionais, Jaime foi mais bem sucedido. Nunca tendo entrado em guerra contra a Espanha, dedicou-se a encerrar a longa Guerra Anglo-Espanhola; em agosto de 1604, devido a uma habilidosa diplomacia por parte de Cecil e Henry Howard, um acordo de paz foi assinado entre os dois países, e Jaime celebrou com um grande banquete. Porém, a liberdade de adoração dos católicos na Inglaterra continuou a ser um grande objetivo para a política espanhola, criando dilemas constantes ao rei, desconfiado internacionalmente por reprimir os católicos enquanto internamente encorajado pelo Conselho Privado a mostrar menos tolerância.

### Conspiração da pólvora
Na noite do dia 4 para o 5 de novembro de 1605, na véspera da Cerimônia de Abertura do Parlamento da segunda sessão de Jaime, o católico Guy Fawkes foi descoberto nos porões do prédio do parlamento. Ele estava cuidando de uma pilha de madeira não muito longe de 36 barris de pólvora, com que ele pretendia explodir o parlamento no dia seguinte e causar a destruição de, nas palavras do próprio Jaime, "não apenas… de minha pessoa, da de minha esposa e também da posteridade, mas também de todo o órgão do estado em geral". A sensacional descoberta da Conspiração da Pólvora, como ficou conhecida, despertou um sentimento de alívio nacional, que Cecil explorou para extrair o maior subsídio do parlamento com exceção de um garantido por Isabel I. Fawkes e os outros implicados na conspiração foram executados.

### Rei e parlamento
A cooperação entre Jaime e o parlamento após a Conspiração da Pólvora foi atípica. A sessão anterior de 1604 moldou as atitudes de ambos pelo resto do reinado, apesar das dificuldades iniciais terem acontecido por incompreensão mútua e não por animosidade. Em 7 de julho de 1604, o rei furiosamente suspendeu o parlamento depois de não conseguir apoio para subsídios financeiros e a união total da Inglaterra e Escócia. "Não vou agradecer onde sinto que não merece agradecimento", ele afirmou em seu discurso de encerramento, "…Eu não sou de tal ações como para louvar os tolos… Vocês verão quantas coisas não fizeram bem… Gostaria que fizessem uso mais modesto de sua liberdade a tempo para vir".
Enquanto o reinado de Jaime continuava, seu governo enfrentou pressões financeiras cada vez maiores, parcialmente pela inflação rastejante, mas também pela libertinagem e incompetência financeira da corte de Jaime. Em fevereiro de 1610, Cecil propôs um esquema, conhecido como o Grande Contrato, onde o Parlamento, em troca de concessões reais, garantiria a quantia de seiscentas mil libras para pagar as dívidas do rei além de uma subvenção anual de duzentas mil libras. As negociações espinhosas que se seguiram tornaram-se tão prolongadas que o rei eventualmente perdeu a paciência e dissolveu o parlamento em 31 de dezembro. "Seu maior erro", disse a Cecil, "tem sido a de que você nunca deve atrair mel de fel". O mesmo padrão se repetiu com o chamado "Parlamento Apodrecido" de 1614, que ele dissolveu depois de apenas nove semanas quando os comuns hesitaram em dar-lhe o dinheiro que queria. Jaime então reinou sem parlamento até 1621, empregando oficiais como o empresário Lionel Cranfield, que eram astutos o bastante para arrecadarem e economizarem dinheiro, vendendo títulos e outras honras, muitos criados para tal propósito, como fontes alternativas de renda.

### Casamento Espanhol

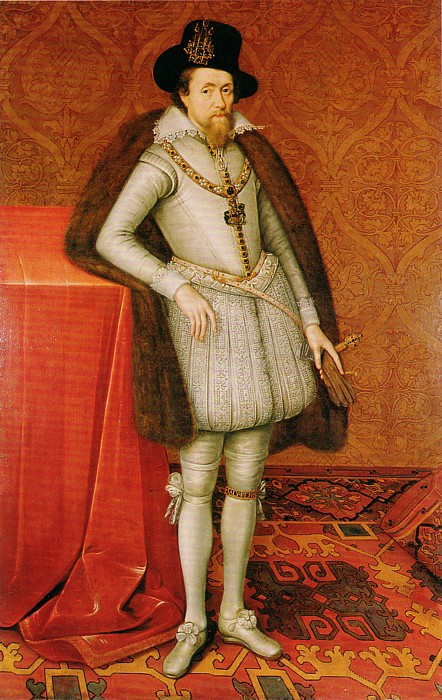
Jaime c. 1606

Outra fonte em potencial de renda era a perspectiva de um dote espanhol com um casamento entre Carlos, Príncipe de Gales, e a infanta Maria Ana de Espanha. A política do Casamento Espanhol, como foi chamada, também era atrativa para Jaime como um modo de manter a paz com a Espanha e evitar custos extras com uma guerra. A paz podia ser mantida com as negociações ativas e pela consumação do casamento – o que pode explicar porque Jaime manteve as negociações por quase uma década.
A política era apoiada por Henry e Thomas Howard e outros ministros e diplomatas de tendências católicas – juntos conhecidos como Partido Espanhol – porém não tinham a confiança dos protestantes. Quando sir Walter Raleigh foi libertado da prisão em 1616, ele foi procurar ouro na América do Sul com claras instruções de Jaime para não entrar em conflitos com a Espanha. A expedição foi um grande fracasso e seu filho foi morto lutando contra os espanhóis. Quando Raleigh voltou para a Inglaterra, Jaime mandou executá-lo, gerando indignação no público, que era contra o apaziguamento com a Espanha. A política de Jaime foi prejudicada ainda mais com o início da Guerra dos Trinta Anos, especialmente depois de seu genro Frederico V, Eleitor Palatino, ter sido expulso em 1620 da Boémia pelo católico Fernando II, com tropas espanholas invadindo ao mesmo tempo o território natal de Frederico, a Renânia. Jaime finalmente convocou um parlamento no ano seguinte para financiar uma expedição militar a fim de ajudar seu genro. Por um lado, os comuns garantiram subsídios inadequados para financiar operações militares sérias ao auxílio de Frederico, por outro – lembrando dos lucros conseguidos com os ataques navais de Isabel contra os carregamentos de ouro espanhol – declararam uma guerra diretamente contra a Espanha. Em novembro de 1621, liderados por sir Edward Coke, os comuns vieram com uma petição pedindo não apenas uma guerra contra a Espanha mas também que Carlos se casasse com uma protestante, reforçando as leis anti-católicas. Jaime categoricamente disse-lhes para não interferirem nas questões da prerrogativa real ou poderiam tomar punições, que os fez publicar uma declaração protestando por seus direitos, que incluíam a liberdade de expressão. Pressionado por Jorge Villiers, 1.° Duque de Buckingham e o embaixador espanhol Diego Sarmiento de Acuña, Jaime arrancou o protesto do livro de registros e dissolveu o parlamento.
No início de 1623, Carlos e Villiers decidiram agir por conta própria e viajar para a Espanha em segredo, a fim de ganhar Maria Ana diretamente, porém a missão foi um enorme fracasso. Ela detestou Carlos e os espanhóis os confrontaram com termos que incluíam as leis anti-católicas aprovadas pelo parlamento. Mesmo com um tratado sendo assinado, o príncipe e o duque voltaram para a Inglaterra em outubro e rapidamente renunciaram ao acordo, alegrando muito o povo inglês. Desiludidos, os dois ignoraram a política espanhola de Jaime e pediram um casamento francês e uma guerra contra o império de Habsburgo. Para arrecadarem os fundos necessários, eles prevaleceram sobre o rei para convocar outro parlamento, que se reuniu em fevereiro de 1624. Pela primeira vez, o grande sentimento anti-católico dos comuns ecoou na corte, onde o controle da política estava saindo de Jaime e passando para Carlos e Villiers, que pressionaram o rei para declarar guerra e planejaram a destituição de Cranfield quando este se opôs aos planos por causa dos custos. O resultado do parlamento foi ambíguo: Jaime se recusou a declarar guerra, porém Carlos acreditava que os comuns estavam comprometidos a financiar uma guerra contra a Espanha, uma situação que contribuiu para seus problemas com o parlamento durante seu próprio reinado.

### Rei e igreja

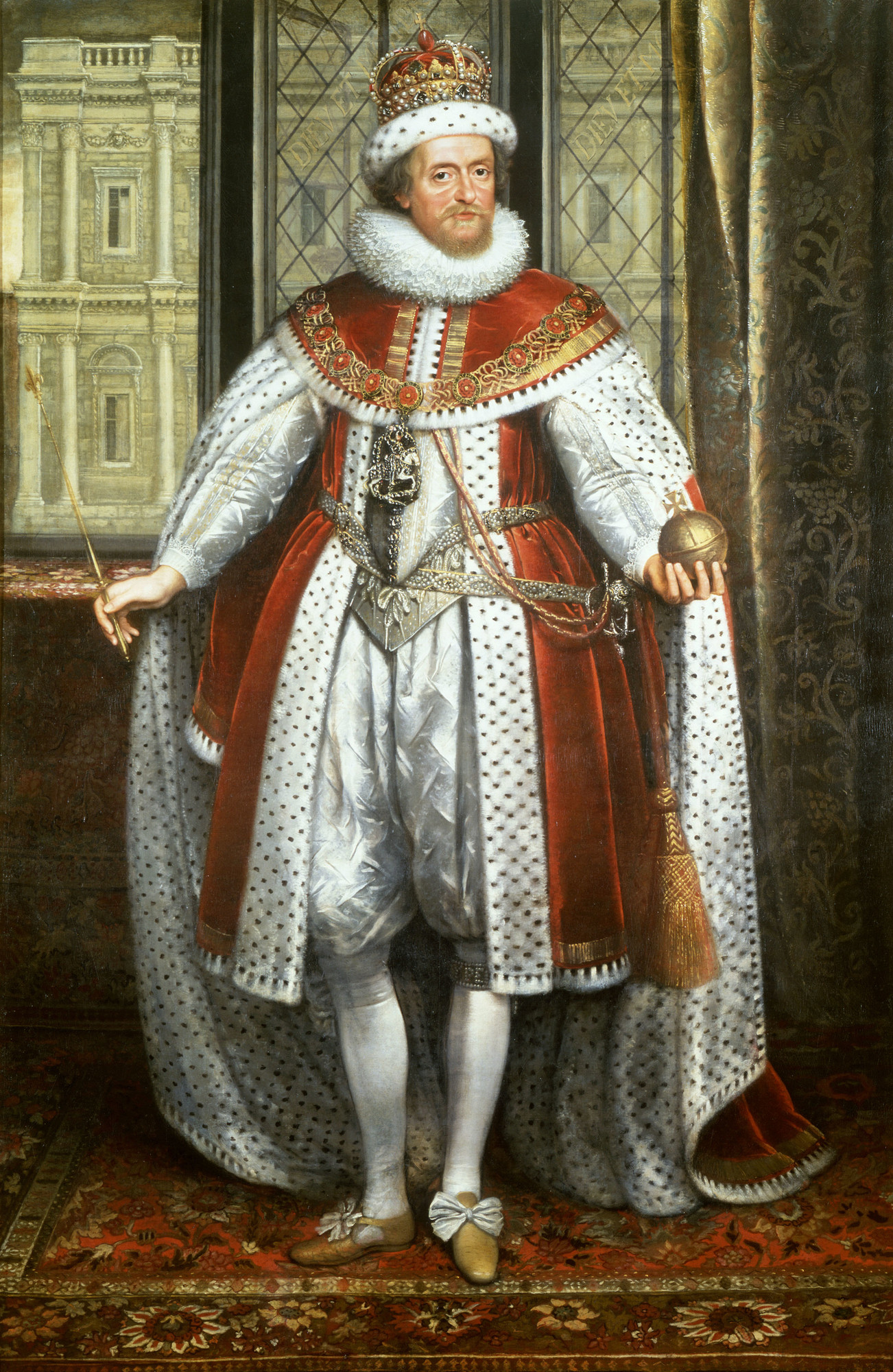
Jaime c. 1620

Após a Conspiração da Pólvora, Jaime sancionou severas medidas para controlar os católicos ingleses não conformistas. Em maio de 1606, o parlamento aprovou a Lei de Recusa Papista, que forçaria todos os cidadãos a prestar um juramente de lealdade negando a autoridade do papa sobre o rei. Jaime foi conciliatório com os católicos que prestaram o juramento, tolerando o catolicismo secreto até dentro de sua corte. Henry Howard, por exemplo, era secretamente católico e foi recebido de volta na Igreja Apostólica Romana em seus últimos meses. Ao assumir o trono inglês, Jaime, suspeitando de que iria precisar do apoio dos católicos da Inglaterra, garantiu ao Conde de Northumberland, simpatizante da antiga religião, de que não perseguiria "ninguém que seja discreto e prestativo, mas uma obediência externa à lei".
Na Petição Milenar de 1603, o clero puritano exigiu, entre outras coisas, a abolição da confirmação, alianças de casamento e o termo "padre", e que o uso da touca e sobrepeliz torna-se opcional. Jaime inicialmente foi rigoroso na aplicação da conformidade, induzindo um sentimento de perseguição entre muitos puritanos; mas expulsões e suspensões tornaram-se menos frequentes enquanto o reinado prosseguia. Como resultado da Conferência de Hampton Court em 1604, uma nova tradução e compilação dos livros aprovados da Bíblia foram encomendados para resolver questões das diferentes traduções. A Versão do rei Jaime (ou Tiago), como ficou conhecida, foi completada em 1611 e é considerada uma obra prima da prosa jacobita, ainda sendo amplamente usada.
Na Escócia, Jaime tentou levar a igreja escocesa "tão próxima quanto possível" da Igreja Anglicana para reestabelecer o episcopado, uma política que enfrentou grande oposição dos presbiterianos. Em 1617, pela única vez desde que assumira o trono inglês, Jaime voltou para a Escócia na esperança de implementar os rituais anglicanos. Os bispos do rei impuseram seus Cinco Artigos de Perth à Assembleia Geral no ano seguinte, mas as decisões receberam amplas resistências. Jaime deixaria a igreja da Escócia dividida em sua morte, criando uma fonte de problemas para seu filho.

## Favoritos

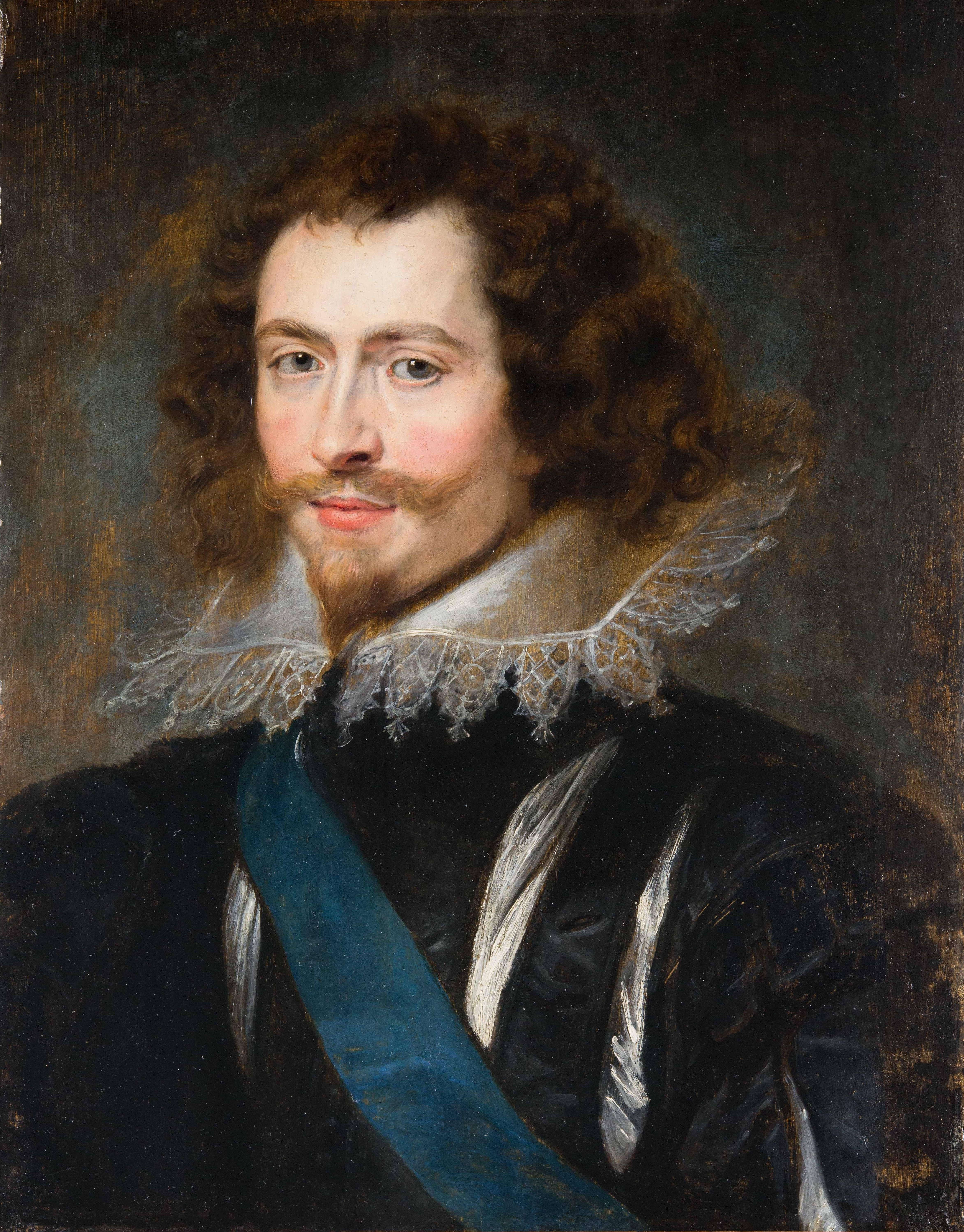
Jorge Villiers, c. 1623

Durante toda sua vida Jaime teve relações próximas com cortesãos masculinos, causando debate entre os historiadores sobre suas naturezas. Depois de sua ascensão na Inglaterra, sua atitude pacífica e acadêmica contrastava com o comportamento belicoso e sedutor de Isabel, algo indicado pelo epigrama contemporâneo Rex fuit Elizabeth, nunc est regina Jacobus ("Isabel era o rei, agora Jaime é a rainha"). Alguns de seus biógrafos concluem que Esmé Stewart (posterior Duque de Lennox), Roberto Carr (depois Conde de Somerset) e Jorge Villiers (depois Duque de Buckingham) eram seus amantes. A restauração do Apethorpe Hall, realizada entre 2004 e 2008, revelou uma passagem anteriormente desconhecida ligando os quartos de Jaime e Villiers. Outros afirmam que as relações não eram sexuais. O Basilikon Doron de Jaime lista a sodomia como um crime que "estais no dever de consciência nunca perdoar", e Ana da Dinamarca deu à luz sete filhos do rei, além de sofrer pelo menos três abortos e ter dois natimortos.
Quando Robert Cecil morreu em 1612, houve poucas lamentações por aqueles que brigavam para assumir o poder agora vacante. Até sua morte, o sistema administrativo elisabetano sobre o qual ele presidia continuava a funcionar com relativa eficiência; depois, entretanto, o governo de Jaime entrou em um período de declínio e descrédito. A morte de Cecil deu ao rei a noção de governar em pessoa como seu próprio Ministro de Estado, com Carr assumindo muitas das funções de Cecil. Porém, a inaptidão de Jaime de comparecer de forma próxima às questões oficiais expôs o faccionalismo do governo.
O partido de Henry Howard logo tomou controle de grande parte do governo e sua patronagem. Até o poderoso Carr, pouco preparado para as responsabilidades que se colocaram sobre ele, e frequentemente dependente de seu amigo íntimo sir Thomas Overbury para ajuda na papelada governamental, caiu no campo de Howard após começar um caso com a casada Francisca Howard, de quem Jaime ajudou a conseguir a anulação do casamento para poder se casar com Carr. Porém, no verão de 1615, surgiu que Overbury, que morreu no dia 15 de setembro de 1613 na Torre de Londres, onde estava à pedido do rei, foi envenenado. Entre aqueles condenados pelo assassinato estava Francisca e Roberto Carr, o último já tendo sido substituído como favorito do rei por Villiers. Jaime perdoou Francisca e comutou a sentença de Carr, eventualmente perdoando-o em 1624. A implicação do rei em tal escândalo provocou muitas conjunturas públicas e literárias, além de manchar a corte de Jaime com uma imagem de corrupção e depravação. A subsequente queda dos Howard deixou Villiers sem oponentes em 1619 como a figura suprema do governo.

## Último ano

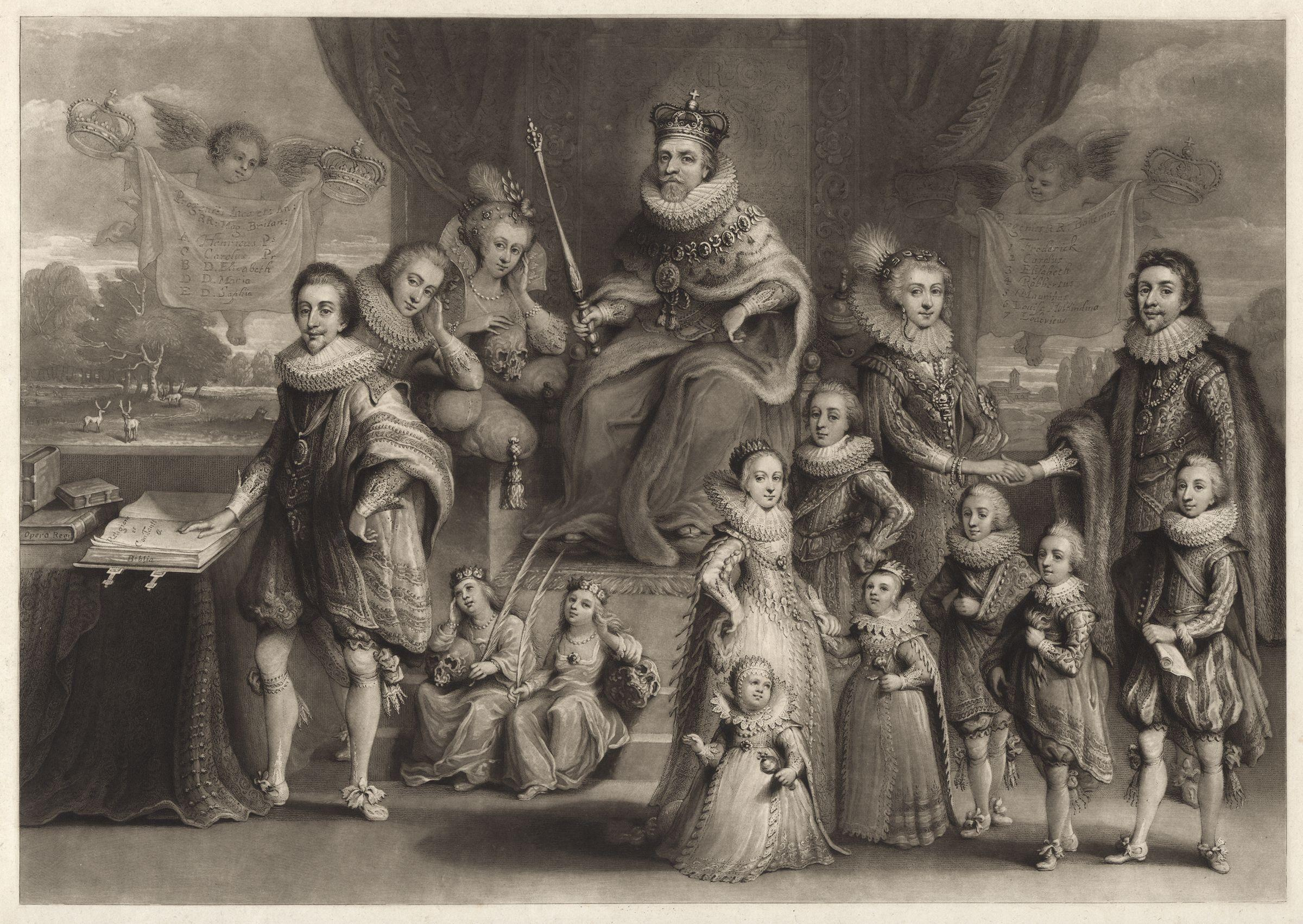
Tiago I e sua progênie real, por Willem van de Passe (falecido em 1642), publicado em 1814. do site da National Portrait Gallery, em Londres, usando uma ferramenta especial. Todas as imagens neste lote foram confirmadas, pois o autor morreu antes de 1939, de acordo com a data oficial de morte listada pelo NPG.

Por volta dos cinquenta anos de idade, Jaime começou a sofrer cada vez mais de artrite, gota e cálculo renal. Perdeu os dentes e bebia muito. Durante seu último ano de vida, com Villiers tendo consolidado seu controle sobre Carlos para garantir seu próprio futuro, o rei estava frequentemente muito doente, se transformando numa figura cada vez mais periférica e raramente visitando Londres. Uma teoria diz que Jaime podia estar sofrendo de porfiria, uma doença de que seu descendente Jorge III do Reino Unido exibiu sintomas. Jaime descreveu sua urina ao médico Théodore de Mayerne como sendo "coloração vermelho escuro de vinho Alicante". Alguns especialistas não aceitam essa teoria: Jaime já tinha cálculo renal, que pode levar sangue até a urina e fazê-la ficar avermelhada.
No início de 1625, Jaime foi tomado por uma série de ataques de artrite, gota e desmaios, ficando seriamente doente em março com calafrios e então com um derrame. Jaime VI & I morreu na Casa Theobalds no dia 27 de março durante um violento ataque de disenteria, com Villiers ao seu lado. Seu funeral, um evento magnífico e desorganizado, ocorreu em 7 de maio. O bispo John Williams de Lincoln pregou o sermão, dizendo que "Rei Salomão morreu em Paz, quando já tinha vivido por volta de sessenta anos… e assim você sabe o fez Rei Jaime".
Jaime foi enterrado na Abadia de Westminster. A posição exata da tumba ficou perdida por vários séculos. No século XIX, após a escavação de muitas das sepulturas sob o chão, seu caixão foi encontrado na sepultura de Henrique VII.

## Legado

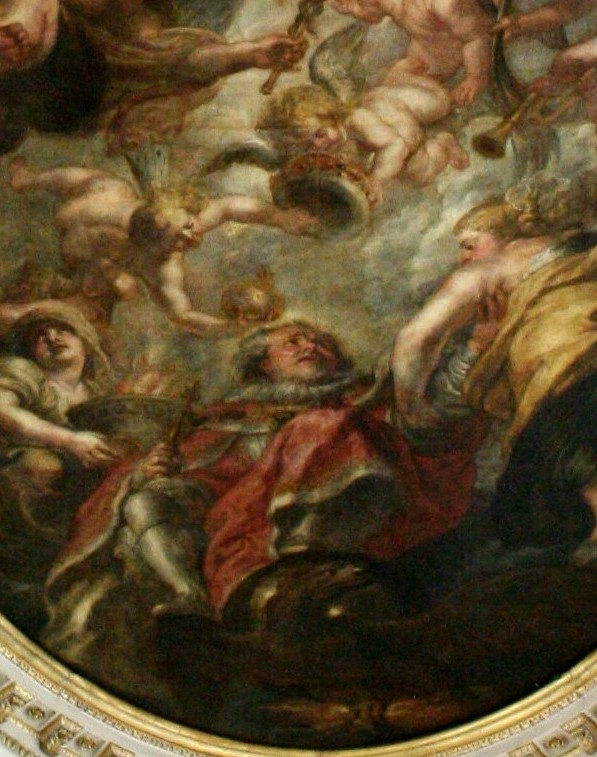
No teto da Banqueting House, Peter Paul Rubens representou Jaime sendo levado aos céus por anjos

A morte de Jaime foi muito lamentada. Mesmo com suas falhas, ele manteve grande afeição no seu povo, que desfrutou de uma paz ininterrupta e taxas comparativamente mais baixas durante a Era Jacobita. "Como viveu em paz", escreveu Thomas Erskine, "também morreu em paz, e rezo a Deus que nosso rei [Carlos I] possa segui-lo". Erskine rezou em vão: no poder, Carlos e Villiers sancionaram uma série de imprudentes expedições militares que terminaram em derrotas humilhantes. Jaime frequentemente negligenciou as tarefas de governo em favor de passatempos de lazer, como a caça; sua posterior dependência em favoritos homens numa corte cheia de escândalos minou a imagem respeitada da monarquia construída com cuidado por Isabel I. De acordo com uma tradição que surgiu com historiadores anti-Stuart no século XVII, o gosto de Jaime pelo absolutismo político, sua irresponsabilidade financeira e o cultivo de favoritos impopulares estabeleceu as fundações da Guerra Civil Inglesa. Jaime colocou no filho sucessor uma crença fatal no direito divino dos reis, junto com um desdém pelo parlamento, que culminou com a execução de Carlos e a abolição da monarquia.
Nos últimos trezentos anos, a reputação do rei sofreu de descrições pouco favoráveis por sir Anthony Weldon, quem Jaime tinha expulso e escreveu dissertações sobre o rei na década de 1650. Outros relatos anti-Jaime escritos na mesma década incluem Divine Catastrophe of the Kingly Family of the House of Stuarts, de sir Edward Peyton, History of Great Britain, Being the Life and Reign of King James I, de Arthur Wilson, e Historical Memoirs of the Reigns of Queen Elizabeth and King James, de Francis Osborne. A biografia de 1956 escrita por David Harris Willson continua essa hostilidade. Nas palavras da historiadora Jenny Wormald, o livro de Willson era um "espetáculo surpreendente de um trabalho cujas páginas proclamavam o ódio cada vez maior de seu autor contra o sujeito". Porém, desde Willson, a estabilidade do governo de Jaime na Escócia e o início de seu reinado na Inglaterra, além de suas visões relativamente esclarecidas sobre religião e guerra, valeram-lhe uma reavaliação que resgataram sua reputação das críticas.
Em seu reinado, o Plantation de Uster começou por protestantes ingleses e escoceses e a colonização da América foi iniciada com a fundação de Jamestown em 1607. Cuper's Cove, Terra Nova, veio em seguida em 1610. Nos 150 anos seguintes, a Inglaterra lutaria contra a Espanha, Países Baixos e França pelo controle do continente. Ao lutar por algo maior que apenas uma união pessoal entre Inglaterra e Escócia, Jaime ajudou a estabelecer as fundações de um único estado soberano britânico.

## Títulos, estilos e brasões

### Títulos e estilos
Na Escócia, seu título era "Jaime Sexto, Rei da Escócia" até 1604. Ele foi proclamado "Jaime Primeiro, Rei da Inglaterra, França e Irlanda, Defensor da Fé" em Londres no dia 24 de março de 1603. Em 20 de outubro de 1604, Jaime emitiu uma proclamação em Westminster mudando seus títulos para "Rei da Grã-Bretanha, França e Irlanda, Defensor da Fé, etc.". O título não foi usado em estatutos ingleses, porém era usado em proclamações, moedas, cartas, tratados e na Escócia.

### Brasões
Como rei da Escócia, Jaime portava o antigo brasão de armas da Escócia: or, um leão rampant goles armado e linguado azure dentro de um duplo treassure goles. Os suportes são dois unicórnios argente armados, crinados e de cascos proper, empanturrados com uma coronete or composta de cruzes patée e flores-de-lis com uma corrente também or afixada passando entre as patas dianteiras e reflexa nas traseiras. O timbre era um leão goles sejant affrontée, imperialmente coroado or, segurando em uma pata uma espada e na outra um cetro ereto e proper.
A União das Coroas da Inglaterra e Escócia sob Jaime foi simbolizada heraldicamente ao combinar seus brasões, suportes e emblemas. A disputa de como os brasões deveriam ser combinados, e qual reino tomaria precedência, foi resolvida tendo brasões diferentes em cada país.
O brasão usado na Inglaterra era: esquatrelado, I e IV, esquatrelado 1º e 4º azure, três flores-de-lis (pela França) e 2º e 3º goles, três leões passant guardant or em pala (pela Inglaterra); II or, um leão rampant dentro de um tressure goles (pela Escócia); III azure, uma harpa or com cordas argente (pela Irlanda, sendo essa a primeira vez que a Irlanda foi incluída no brasão real). Os suportes eram um leão rampant guardant or imperialmente coroado e o unicórnio da Escócia. O unicórnio substituiu o dragão vermelho de Cadwaladr, que foi introduzido pelos Tudor. O timbre e lema inglês foram mantidos. O compartimento tinha a rosa de Tudor com trevo e cardo enxertados na mesma haste.
Seu brasão na Escócia passou a ser: Esquatrelado, I e IV Escócia; II Inglaterra e França; III Irlanda, com a Escócia tomando precedência em relação a Inglaterra. Os suportes eram o unicórnio da Escócia imperialmente coroado segurando um estandarte azure com uma cruz saltire argente (Cruz de Santo André) e um leão coroado segurando uma lança similar com um estandarte argente e uma cruz goles (Cruz de São Jorge). O timbre e lema escocês foram mantidos; seguindo a tradição, o lema In defens foi colocado acima do timbre.
Como emblemas reais, Jaime usava a rosa de Tudor, o cardo (pela Escócia, usado pela primeira vez por Jaime III) a rosa de Tudor cortada na metade pelo cardo encimadas pela coroa real, a harpa (pela Irlanda) e a flor-de-lis (pela França).
| Brasão de armas de Jaime VI da Escócia (1567–1603) | Brasão de armas de Jaime I de Inglaterra de (1603–1625) | Brasão de armas de Jaime VI da Escócia de (1603–1625) |

## Descendência

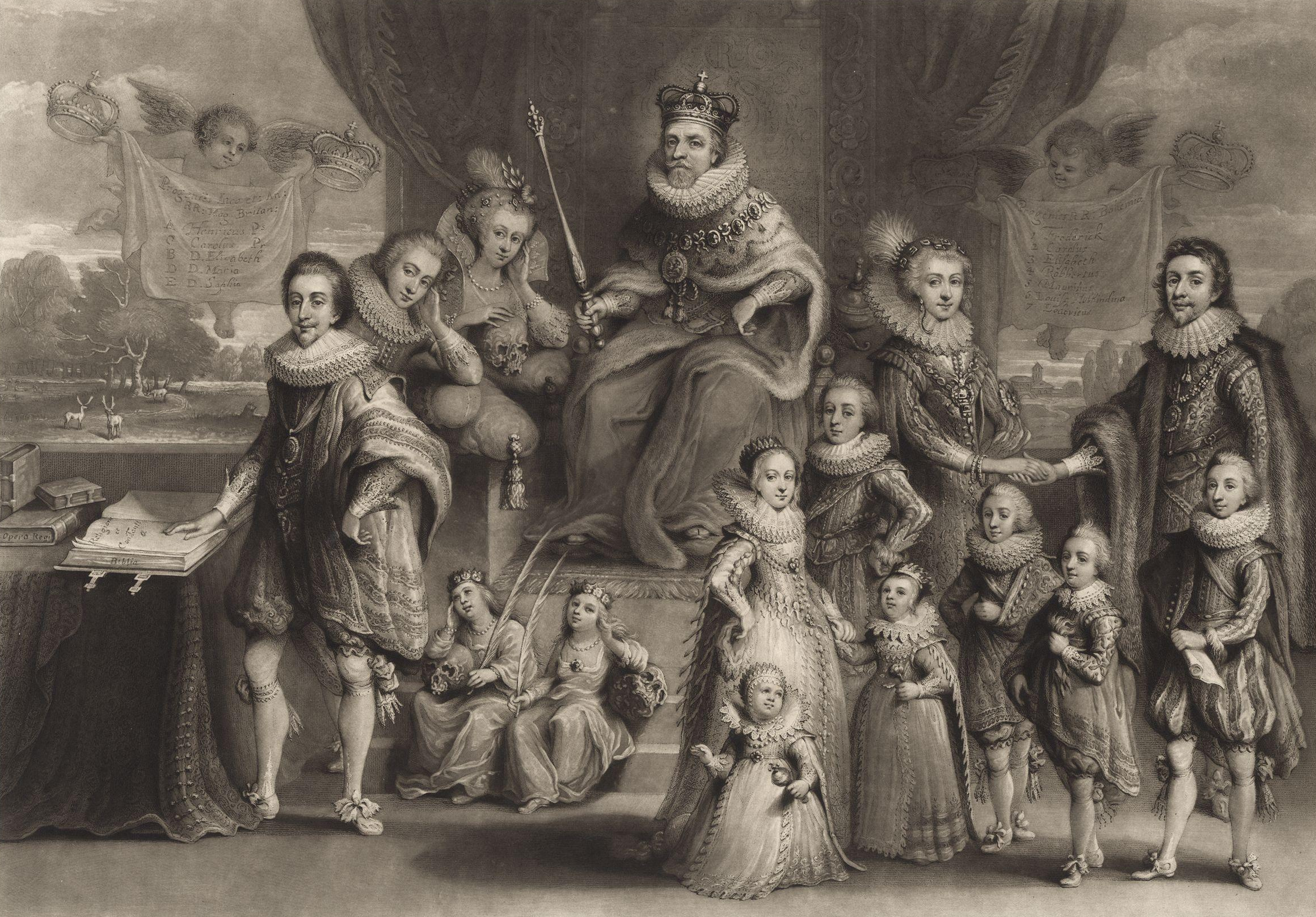
Jaime, Ana e sua progenitura

Jaime e Ana da Dinamarca tiveram sete filhos que sobreviveram ao nascimento, três dos quais chegaram na idade adulta:
1. Henrique Frederico (19 de fevereiro de 1594 – 6 de novembro de 1612). Morreu aos 18 anos provavelmente de febre tifoide.[184]
2. Isabel (19 de agosto de 1596 – 13 de fevereiro de 1662). Casou-se com Frederico V, Eleitor Palatino, com descendência.
3. Margarida (24 de dezembro de 1598 – março de 1600). Morreu com 1 ano de idade.
4. Carlos (19 de novembro de 1600 – 30 de janeiro de 1649). Casou-se com Henriqueta Maria de França, com descendência.
5. Roberto (18 de janeiro de 1602 – 27 de maio de 1602). Morreu com 4 meses.[185]
6. Maria (8 de abril de 1605 – 16 de dezembro de 1607). Morreu aos 2 anos de idade.
7. Sofia (22 de junho de 1607 - 23 de junho de 1607). Morreu um dia depois de seu nascimento.[186]

## Árvore genealógica
|                             |                             | Henrique VII da Inglaterra  | Henrique VII da Inglaterra  | Henrique VII da Inglaterra        | Henrique VII da Inglaterra        | Henrique VII da Inglaterra        | Henrique VII da Inglaterra        |                                   |                                   | Isabel de Iorque   | Isabel de Iorque   | Isabel de Iorque   | Isabel de Iorque   | Isabel de Iorque | Isabel de Iorque |                   |                   |                   |                   |                                |                                |                                |                                |                                     |                                     |                                     |                                     |                                     |                                     |                                   |                                   |                                    |                                    |                                    |                                    |                                    |                                    |  |  |  |  |  |  |  |  |  |  |  |  |  |  |  |  |  |  |
|                             |                             | Henrique VII da Inglaterra  | Henrique VII da Inglaterra  | Henrique VII da Inglaterra        | Henrique VII da Inglaterra        | Henrique VII da Inglaterra        | Henrique VII da Inglaterra        |                                   |                                   | Isabel de Iorque   | Isabel de Iorque   | Isabel de Iorque   | Isabel de Iorque   | Isabel de Iorque | Isabel de Iorque |                   |                   |                   |                   |                                |                                |                                |                                |                                     |                                     |                                     |                                     |                                     |                                     |                                   |                                   |                                    |                                    |                                    |                                    |                                    |                                    |  |  |  |  |  |  |  |  |  |  |  |  |  |  |  |  |  |  |
|                             |                             |                             |                             |                                   |                                   |                                   |                                   |                                   |                                   |                    |                    |                    |                    |                  |                  |                   |                   |                   |                   |                                |                                |                                |                                |                                     |                                     |                                     |                                     |                                     |                                     |                                   |                                   |                                    |                                    |                                    |                                    |                                    |                                    |  |  |  |  |  |  |  |  |  |  |  |  |  |  |  |  |  |  |
|                             |                             |                             |                             |                                   |                                   |                                   |                                   |                                   |                                   |                    |                    |                    |                    |                  |                  |                   |                   |                   |                   |                                |                                |                                |                                |                                     |                                     |                                     |                                     |                                     |                                     |                                   |                                   |                                    |                                    |                                    |                                    |                                    |                                    |  |  |  |  |  |  |  |  |  |  |  |  |  |  |  |  |  |  |
| Henrique VIII da Inglaterra | Henrique VIII da Inglaterra | Henrique VIII da Inglaterra | Henrique VIII da Inglaterra | Henrique VIII da Inglaterra       | Henrique VIII da Inglaterra       |                                   |                                   |                                   |                                   |                    |                    | Margarida Tudor    | Margarida Tudor    | Margarida Tudor  | Margarida Tudor  | Margarida Tudor   | Margarida Tudor   |                   |                   |                                |                                |                                |                                |                                     |                                     |                                     |                                     | João Stewart, 3.º Conde de Lennox   | João Stewart, 3.º Conde de Lennox   | João Stewart, 3.º Conde de Lennox | João Stewart, 3.º Conde de Lennox | João Stewart, 3.º Conde de Lennox  | João Stewart, 3.º Conde de Lennox  |                                    |                                    |                                    |                                    |  |  |  |  |  |  |  |  |  |  |  |  |  |  |  |  |  |  |
| Henrique VIII da Inglaterra | Henrique VIII da Inglaterra | Henrique VIII da Inglaterra | Henrique VIII da Inglaterra | Henrique VIII da Inglaterra       | Henrique VIII da Inglaterra       |                                   |                                   |                                   |                                   |                    |                    | Margarida Tudor    | Margarida Tudor    | Margarida Tudor  | Margarida Tudor  | Margarida Tudor   | Margarida Tudor   |                   |                   |                                |                                |                                |                                |                                     |                                     |                                     |                                     | João Stewart, 3.º Conde de Lennox   | João Stewart, 3.º Conde de Lennox   | João Stewart, 3.º Conde de Lennox | João Stewart, 3.º Conde de Lennox | João Stewart, 3.º Conde de Lennox  | João Stewart, 3.º Conde de Lennox  |                                    |                                    |                                    |                                    |  |  |  |  |  |  |  |  |  |  |  |  |  |  |  |  |  |  |
|                             |                             |                             |                             |                                   |                                   |                                   |                                   |                                   |                                   |                    |                    |                    |                    |                  |                  |                   |                   |                   |                   |                                |                                |                                |                                |                                     |                                     |                                     |                                     |                                     |                                     |                                   |                                   |                                    |                                    |                                    |                                    |                                    |                                    |  |  |  |  |  |  |  |  |  |  |  |  |  |  |  |  |  |  |
| Isabel I da Inglaterra      | Isabel I da Inglaterra      | Isabel I da Inglaterra      | Isabel I da Inglaterra      | Isabel I da Inglaterra            | Isabel I da Inglaterra            |                                   |                                   | Jaime V da Escócia                | Jaime V da Escócia                | Jaime V da Escócia | Jaime V da Escócia | Jaime V da Escócia | Jaime V da Escócia |                  |                  | Margarida Douglas | Margarida Douglas | Margarida Douglas | Margarida Douglas | Margarida Douglas              | Margarida Douglas              |                                |                                | Mateus Stewart, 4.º Conde de Lennox | Mateus Stewart, 4.º Conde de Lennox | Mateus Stewart, 4.º Conde de Lennox | Mateus Stewart, 4.º Conde de Lennox | Mateus Stewart, 4.º Conde de Lennox | Mateus Stewart, 4.º Conde de Lennox |                                   |                                   | João Stewart, 5.º Lorde de Aubigny | João Stewart, 5.º Lorde de Aubigny | João Stewart, 5.º Lorde de Aubigny | João Stewart, 5.º Lorde de Aubigny | João Stewart, 5.º Lorde de Aubigny | João Stewart, 5.º Lorde de Aubigny |  |  |  |  |  |  |  |  |  |  |  |  |  |  |  |  |  |  |
| Isabel I da Inglaterra      | Isabel I da Inglaterra      | Isabel I da Inglaterra      | Isabel I da Inglaterra      | Isabel I da Inglaterra            | Isabel I da Inglaterra            |                                   |                                   | Jaime V da Escócia                | Jaime V da Escócia                | Jaime V da Escócia | Jaime V da Escócia | Jaime V da Escócia | Jaime V da Escócia |                  |                  | Margarida Douglas | Margarida Douglas | Margarida Douglas | Margarida Douglas | Margarida Douglas              | Margarida Douglas              |                                |                                | Mateus Stewart, 4.º Conde de Lennox | Mateus Stewart, 4.º Conde de Lennox | Mateus Stewart, 4.º Conde de Lennox | Mateus Stewart, 4.º Conde de Lennox | Mateus Stewart, 4.º Conde de Lennox | Mateus Stewart, 4.º Conde de Lennox |                                   |                                   | João Stewart, 5.º Lorde de Aubigny | João Stewart, 5.º Lorde de Aubigny | João Stewart, 5.º Lorde de Aubigny | João Stewart, 5.º Lorde de Aubigny | João Stewart, 5.º Lorde de Aubigny | João Stewart, 5.º Lorde de Aubigny |  |  |  |  |  |  |  |  |  |  |  |  |  |  |  |  |  |  |
|                             |                             |                             |                             |                                   |                                   |                                   |                                   |                                   |                                   |                    |                    |                    |                    |                  |                  |                   |                   |                   |                   |                                |                                |                                |                                |                                     |                                     |                                     |                                     |                                     |                                     |                                   |                                   |                                    |                                    |                                    |                                    |                                    |                                    |  |  |  |  |  |  |  |  |  |  |  |  |  |  |  |  |  |  |
|                             |                             |                             |                             |                                   |                                   |                                   |                                   |                                   |                                   |                    |                    |                    |                    |                  |                  |                   |                   |                   |                   |                                |                                |                                |                                |                                     |                                     |                                     |                                     |                                     |                                     |                                   |                                   |                                    |                                    |                                    |                                    |                                    |                                    |  |  |  |  |  |  |  |  |  |  |  |  |  |  |  |  |  |  |
|                             |                             |                             |                             | Jaime Stewart, 1.º Conde de Moray | Jaime Stewart, 1.º Conde de Moray | Jaime Stewart, 1.º Conde de Moray | Jaime Stewart, 1.º Conde de Moray | Jaime Stewart, 1.º Conde de Moray | Jaime Stewart, 1.º Conde de Moray |                    |                    | Maria da Escócia   | Maria da Escócia   | Maria da Escócia | Maria da Escócia | Maria da Escócia  | Maria da Escócia  |                   |                   | Henrique Stuart, Lorde Darnley | Henrique Stuart, Lorde Darnley | Henrique Stuart, Lorde Darnley | Henrique Stuart, Lorde Darnley | Henrique Stuart, Lorde Darnley      | Henrique Stuart, Lorde Darnley      |                                     |                                     |                                     |                                     |                                   |                                   | Esmé Stewart, 1.º Duque de Lennox  | Esmé Stewart, 1.º Duque de Lennox  | Esmé Stewart, 1.º Duque de Lennox  | Esmé Stewart, 1.º Duque de Lennox  | Esmé Stewart, 1.º Duque de Lennox  | Esmé Stewart, 1.º Duque de Lennox  |  |  |  |  |  |  |  |  |  |  |  |  |  |  |  |  |  |  |
|                             |                             |                             |                             | Jaime Stewart, 1.º Conde de Moray | Jaime Stewart, 1.º Conde de Moray | Jaime Stewart, 1.º Conde de Moray | Jaime Stewart, 1.º Conde de Moray | Jaime Stewart, 1.º Conde de Moray | Jaime Stewart, 1.º Conde de Moray |                    |                    | Maria da Escócia   | Maria da Escócia   | Maria da Escócia | Maria da Escócia | Maria da Escócia  | Maria da Escócia  |                   |                   | Henrique Stuart, Lorde Darnley | Henrique Stuart, Lorde Darnley | Henrique Stuart, Lorde Darnley | Henrique Stuart, Lorde Darnley | Henrique Stuart, Lorde Darnley      | Henrique Stuart, Lorde Darnley      |                                     |                                     |                                     |                                     |                                   |                                   | Esmé Stewart, 1.º Duque de Lennox  | Esmé Stewart, 1.º Duque de Lennox  | Esmé Stewart, 1.º Duque de Lennox  | Esmé Stewart, 1.º Duque de Lennox  | Esmé Stewart, 1.º Duque de Lennox  | Esmé Stewart, 1.º Duque de Lennox  |  |  |  |  |  |  |  |  |  |  |  |  |  |  |  |  |  |  |
|                             |                             |                             |                             |                                   |                                   |                                   |                                   |                                   |                                   |                    |                    |                    |                    |                  |                  |                   |                   |                   |                   |                                |                                |                                |                                |                                     |                                     |                                     |                                     |                                     |                                     |                                   |                                   |                                    |                                    |                                    |                                    |                                    |                                    |  |  |  |  |  |  |  |  |  |  |  |  |  |  |  |  |  |  |
|                             |                             |                             |                             |                                   |                                   |                                   |                                   |                                   |                                   |                    |                    |                    |                    |                  |                  | Jaime VI & I      |                   |                   |                   |                                |                                |                                |                                |                                     |                                     |                                     |                                     |                                     |                                     |                                   |                                   |                                    |                                    |                                    |                                    |                                    |                                    |  |  |  |  |  |  |  |  |  |  |  |  |  |  |  |  |  |  |